# Les Tremoledes (la Coma i la Pedra)
Les Tremoledes és un indret del municipi de la Coma i la Pedra situat sota El Santuari i sobre les fonts del Cardener.